# Amorges (sàtrapa de Cària)
Amorges (en grec antic: Ἀμόργης) va ser sàtrapa persa de Cària.
Quan la Jònia es va revoltar, una part important de les ciutats de Cària es va afegir a la lluita; Amorges va reunir les seves forces, i va morir en un combat el 498 aC, segons que narra Heròdot. Possiblement aquest Amorges era el mateix que figura com a general a l'exèrcit enviat a Cària pel rei de Pèrsia Darios I el Gran quan es va iniciar la rebel·lió, i que anava dirigit per un gendre del rei de nom no indicat. Els perses van vèncer els caris dues vegades, però els rebels es van emboscar en la via que portava a Pèdasa i van aconseguir derrotar els perses i fer una gran matança.